# Rochdale
Rochdale és un poble del districte de Rochdale, Gran Manchester, Anglaterra. Té una població de 110.194 habitants i districte de 216.165. Al Domesday Book (1086) està escrit amb la forma Recedham.